# Тор и легендата за Валхала
„Тор и легендата за Валхала“ (на исландски: Hetjur Valhallar - Þór) е компютърно анимиран филм от 2011 г., който е базиран на легендите за Тор, богът на гръмотевиците от норвежката митология. Филмът е първата пълнометражна анимация, който е продуциран в Исландия. Премиерата му е на 14 октомври 2011 г. в Рейкявик.

## В България
В България филмът е пуснат по кината на 10 май 2013 г. от „Про Филмс“.